# Hypocoena rufostrigata
Hypocoena rufostrigata är en fjärilsart som beskrevs av Alpheus Spring Packard 1806. Hypocoena rufostrigata ingår i släktet Hypocoena och familjen nattflyn. Inga underarter finns listade i Catalogue of Life.